# Phalaenophana pyramusalis
Phalaenophana pyramusalis là một loài bướm đêm thuộc họ Noctuidae. Nó được tìm thấy ở Saskatchewan tới Nova Scotia, phía nam đến North Carolina và Texas.
Sải cánh dài 21–25 mm. Con trưởng thành bay từ tháng 6 đến tháng 7 ở Alberta. Có từ 2 lứa trở lên trong năm.
Ấu trùng ăn dead leaves. Chúng ưa thích lá cây ẩm, đen và thối rữa.